# Jeppe Sand
Jeppe Sand (2. maj 1990) er en dansk skuespiller, sceneinstruktør, musiker og kunstnerisk leder. 
Jeppe har en baggrund som skuespiller på Odense Internationale Musikteater. Han har sidenhen arbejdet mest som sceneinstruktør på bl.a. Odense Teater, Teater Momentum og Det Skrå Teater. 
Jeppe blev i 2010 teaterleder af Det Skrå Teater, som er et lille, eksperimenterende projektteater med base i Odense. I 2022 blev Jeppe teaterdirektør på Teater Momentum. 
I 2013 skabte Jeppe teaterforestillingen "Kirkegården", som blev national samtaleemne, idet den spillede på en kirkegård. I 2014 skabte Jeppe "Bådflygtninge" som spillede på en sejlende båd. 
I 2013 udgav han, sammen med Sune Vesterlund, albummet "Frie Tankers Magt" med 11 selvskrevne numre.
I 2014 blev Jeppe Sand og Susan A. Olsen forstandere på Ryslinge Højskole, som var lukningstruet. De skabte en teaterhøjskole, som i dag er både vækstende og eftertragtet. 
Jeppe holder foredrag om kreativitet, sorg og personlig gennemslagskraft. 
Jeppe har i 2018 en dimplom i "Ledelse af kunst og kultur" fra Den Danske Scenekunstskole. 